# Pont des Arts
El pont des Arts (o la passerelle des Arts) és un pont situat a París i travessa el Sena. Comunica l'Institut de France i el pati quadrat del palau del Louvre (anomenat "palais des Arts" -Palau de les Arts- durant el Primer Imperi).

## Història
Entre el 1801 i el 1804, una passarel·la de nou arcs reservada als vianants fou construïda a l'emplaçament de l'actual pont des Arts: és el primer pont metàl·lic de París. Aquesta innovació es deu al primer cònsol Napoleó Bonaparte, seguint una realització anglesa. Els enginyers Louis-Alexandre de Cessart i Jacques Dillon van concebre aquesta passarel·la per semblar un jardí suspès amb arbustos, testos amb flors i bancs. El 1852, a conseqüència de l'allargament del "quai Conti" (moll Conti), els dos arcs de la riba esquerra es converteixen en un de sol.
L'any 1976, l'inspector general de Ponts i Calçades notifica de la fragilitat de la infraestructura, principalment deguda als bombardejos de 1918 i 1944, i a diverses col·lisions de vaixells els anys 1961 i 1970. Le pont serà tallat a la circulació l'any 1977 i s'acabarà esfondrant als 60m finalment l'any 1979 a causa d'un darrer xoc amb una barca.
El pont actual ha estat reconstruït, entre 1981 i 1984, "idènticament" segons els plans de Louis Arretche, qui va disminuir el nombre d'arcs (sept en lloc de nou). Això permet el seu alineament amb els del pont Neuf, tot tornant a l'aspecte de l'antiga passarel·la. La passarel·la fou inaugurada per Jacques Chirac – aleshores alcalde de París – el 27 de juny de 1984.
Ocasionalment utilitzat com a lloc d'exposicions, actualment és un lloc atractiu per a pintors, dibuixants i fotògrafs (pel seu punt de vista únic), però també pels amants dels pícnics durant l'estiu.

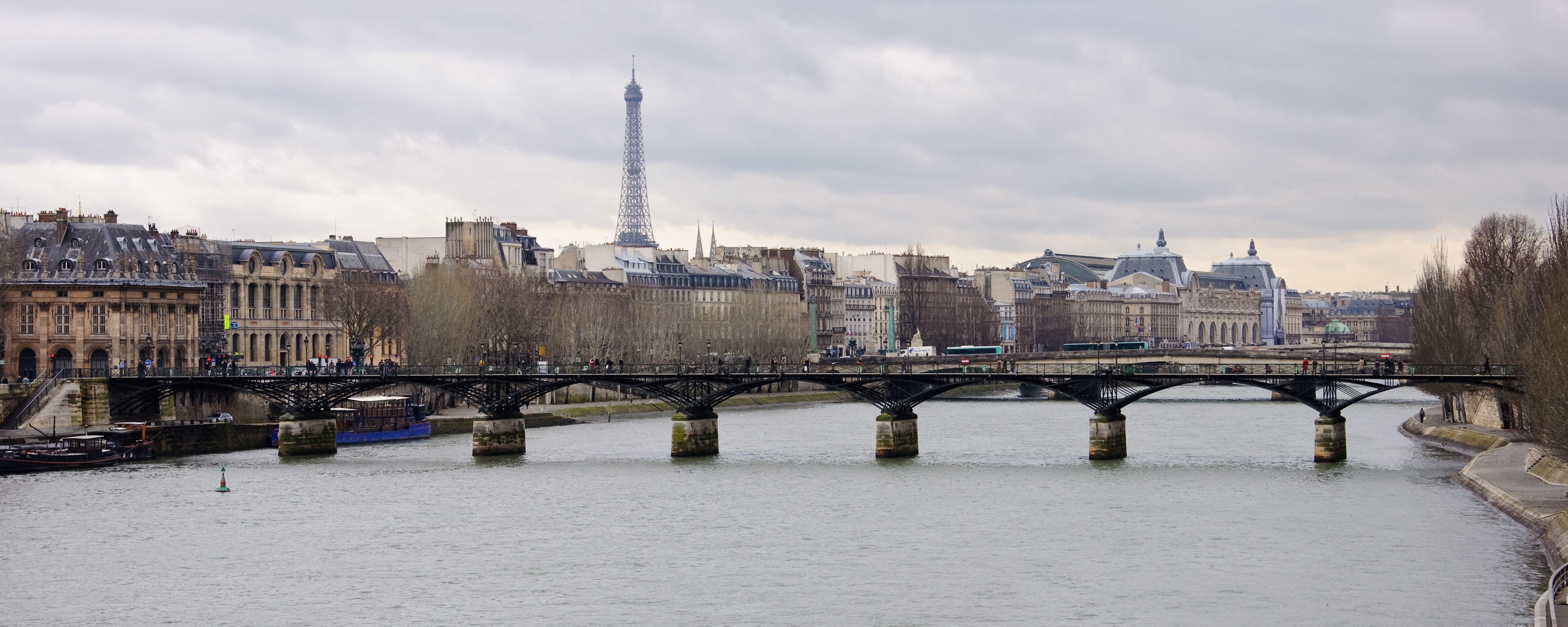
Vista del pont des Arts des del pont Neuf

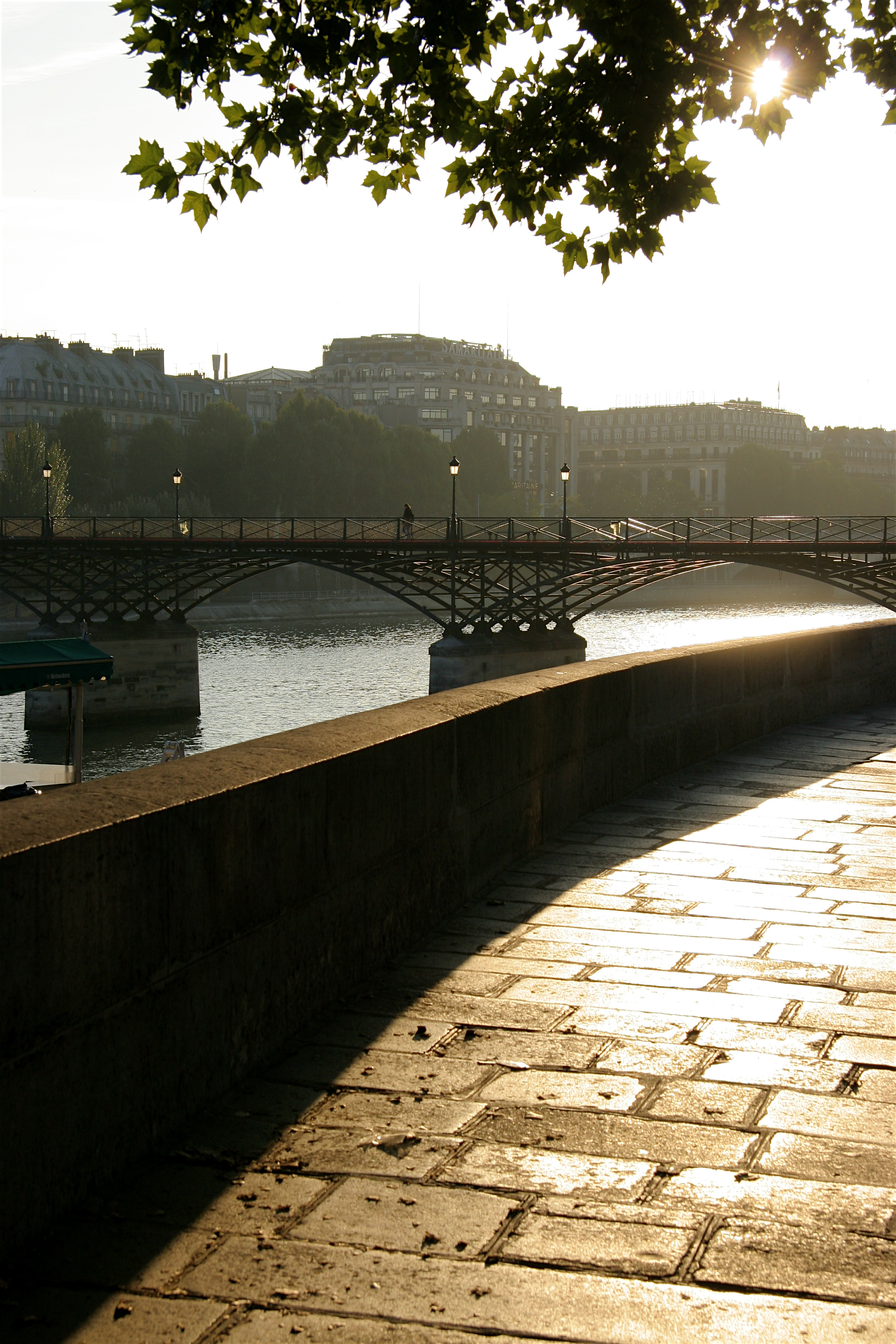
El Pont des Arts.

## Film
Le Pont des Arts és també una pel·lícula francesa de la mà de Eugène Green, amb Natacha Régnier i Denis Podalydès.
Explica una història d'amor impossible entre dos joves que mai es troben. L'acció es desenvolupa a París entre el 1979 i el 1980, és a dir, en el moment de l'esfondrament de la passarel·la. El film va ser presentat l'any 2004 al 57è Festival international du film de Locarno, a la secció de cineastes del present.